# Wilfried Zahibo
Wilfried Aimeric Jocelyn Ziri Zahibo (Marsiglia, 21 agosto 1993) è un calciatore francese naturalizzato centrafricano, centrocampista dell'Aubervilliers.

## Caratteristiche tecniche
È un mediano.

## Carriera

### Club
Cresciuto nelle giovanili dell'Ajaccio, ha esordito in prima squadra il 5 gennaio 2013 in occasione del match di Coppa di Francia perso ai rigori contro il Rouen. Nell'occasione ha trovato anche la prima rete in carriera siglando il gol dell'1-1 all'88'.

### Nazionale
Nel 2019 ha esordito in nazionale.